# 허저우시
허저우(하주, 중국어: 贺州, 병음: Hézhōu, 좡어:Hohcouh)는 중국 광시 좡족 자치구의 지급시이다.

## 지리
허저우는 광시 좡족 자치구의 북동부에 위치한다. 북쪽으로 후난성, 동쪽으로 광둥성과 접한다. 해발고도는 800m이고 최고해발고도는 1,731m이다.
기후는 아열대성 계절풍 기후이다. 연평균 기온은 20 °C이다.
| 허저우시의 기후                                               | 허저우시의 기후 | 허저우시의 기후 | 허저우시의 기후 | 허저우시의 기후 | 허저우시의 기후 | 허저우시의 기후 | 허저우시의 기후 | 허저우시의 기후 | 허저우시의 기후 | 허저우시의 기후 | 허저우시의 기후 | 허저우시의 기후 | 허저우시의 기후 |
| 월                                                            | 1월             | 2월             | 3월             | 4월             | 5월             | 6월             | 7월             | 8월             | 9월             | 10월            | 11월            | 12월            | 연간            |
| ------------------------------------------------------------- | --------------- | --------------- | --------------- | --------------- | --------------- | --------------- | --------------- | --------------- | --------------- | --------------- | --------------- | --------------- | --------------- |
| 역대 최고 기온 °C (°F)                                        | 27.8 (82.0)     | 33.9 (93.0)     | 33.3 (91.9)     | 35.6 (96.1)     | 36.7 (98.1)     | 38.7 (101.7)    | 40.9 (105.6)    | 39.9 (103.8)    | 39.2 (102.6)    | 37.1 (98.8)     | 34.4 (93.9)     | 29.0 (84.2)     | 40.9 (105.6)    |
| 일평균 최고 기온 °C (°F)                                      | 13.9 (57.0)     | 16.2 (61.2)     | 19.1 (66.4)     | 24.9 (76.8)     | 29.3 (84.7)     | 31.7 (89.1)     | 33.7 (92.7)     | 33.7 (92.7)     | 31.7 (89.1)     | 27.9 (82.2)     | 22.7 (72.9)     | 16.9 (62.4)     | 25.1 (77.3)     |
| 일일 평균 기온 °C (°F)                                        | 9.7 (49.5)      | 12.0 (53.6)     | 15.2 (59.4)     | 20.8 (69.4)     | 24.8 (76.6)     | 27.3 (81.1)     | 28.8 (83.8)     | 28.5 (83.3)     | 26.3 (79.3)     | 22.2 (72.0)     | 17.0 (62.6)     | 11.6 (52.9)     | 20.3 (68.6)     |
| 일평균 최저 기온 °C (°F)                                      | 6.8 (44.2)      | 9.1 (48.4)      | 12.5 (54.5)     | 17.7 (63.9)     | 21.6 (70.9)     | 24.3 (75.7)     | 25.4 (77.7)     | 25.0 (77.0)     | 22.7 (72.9)     | 18.2 (64.8)     | 13.1 (55.6)     | 8.1 (46.6)      | 17.0 (62.7)     |
| 역대 최저 기온 °C (°F)                                        | −2.1 (28.2)     | −1.7 (28.9)     | 0.0 (32.0)      | 5.6 (42.1)      | 11.4 (52.5)     | 15.2 (59.4)     | 19.3 (66.7)     | 20.1 (68.2)     | 14.0 (57.2)     | 5.2 (41.4)      | 0.2 (32.4)      | −3.5 (25.7)     | −3.5 (25.7)     |
| 평균 강수량 mm (인치)                                         | 75.9 (2.99)     | 69.8 (2.75)     | 136.4 (5.37)    | 187.9 (7.40)    | 255.2 (10.05)   | 291.9 (11.49)   | 168.0 (6.61)    | 170.7 (6.72)    | 70.2 (2.76)     | 71.5 (2.81)     | 70.0 (2.76)     | 51.1 (2.01)     | 1,618.6 (63.72) |
| 평균 강수일수 (≥ 0.1 mm)                                      | 12.0            | 12.4            | 18.3            | 16.7            | 17.9            | 19.4            | 15.8            | 14.9            | 9.5             | 6.0             | 8.0             | 8.2             | 159.1           |
| 평균 강설일수                                                 | 0.5             | 0               | 0               | 0               | 0               | 0               | 0               | 0               | 0               | 0               | 0               | 0.2             | 0.7             |
| 평균 상대 습도 (%)                                            | 76              | 78              | 82              | 80              | 79              | 81              | 76              | 77              | 75              | 71              | 72              | 71              | 77              |
| 평균 월간 일조시간                                            | 69.9            | 58.7            | 49.9            | 73.7            | 114.4           | 132.0           | 192.7           | 193.7           | 172.7           | 168.5           | 134.6           | 117.9           | 1,478.7         |
| 가능 일조율                                                   | 21              | 18              | 13              | 19              | 28              | 32              | 46              | 49              | 47              | 47              | 41              | 36              | 33              |
| 출처: 중국기상국 (평년값: 1991년~2020년, 극값: 1971년~2010년) |                 |                 |                 |                 |                 |                 |                 |                 |                 |                 |                 |                 |                 |

## 역사
삼국시대에 오나라의 손권은 226년에 임하군(臨賀郡)을 두었다. 수나라 때 하주가 두어졌다. 2002년 6월에 허저우 시가 설립되었다.

## 경제
구이린-우저우 고속도로를 따라 위치하고 후난 성과 광둥 성의 중간에 위치하여 중요한 교통축이다. 임업은 허저우의 가장 중요한 산업 중 하나이다. 6130km2 이상의 땅이 숲으로 덮여있다. 수력 전기 또한 중요하여 700 메가와트 이상을 생산한다. 허저우의 가장 큰 광물 자원은 금이다. 다른 광물 자원들로 대리석, 화강암, 철, 알루미늄이 포함된다. 농산품으로 쇠고기, 젖소, 과일, 야채, 송진, 차, 담배가 있다.

## 주민
좡족, 한족, 야오족, 먀오족이 거주한다.

## 교통
- 207번 국도

## 행정 구역
2개 시할구, 2개 현, 1개 자치현을 관할한다.
- 바부 구(八步区)
- 핑구이 구(平桂区)
- 중산 현(钟山县)
- 자오핑 현(昭平县)
- 푸촨 야오족 자치현(富川瑶族自治县)